# 650 TCN
650 TCN là một năm trong lịch La Mã.